# Емил или За възпитанието
Емил или За възпитанието (на френски: Émile, ou De l’éducation) е книга за възпитанието и природата на човека, написана от Жан-Жак Русо, който я счита за „най-добрата и най-важната“ от всичките му творби. Поради наличието на глава в книгата, наречена „Верую на савойския викарий“, Емил е забранена в Париж и Женева и изгорена публично през 1762, годината на първото си издание. По време на Френската революция, Емил служи като вдъхновение за нова национална образователна система.

## Политика и философия
В творбата се разглеждат основни политически и философски въпроси за връзката между индивида и обществото, в частност как индивидът може да запази своята вродена (според Русо) доброта на „благороден дивак“, докато е подложен на корумпиращото влияние на колектива. Започва с изречението: „Всичко, напускащо ръцете на Създателя е добро; в ръцете на човека всичко се разваля“.
Русо иска да опише система на образование, която да помогне на естествения човек, който той описва в За обществения договор (1762) да оцелее в корумпираното общество. Той прилага подход на роман, описваш Емил и неговия наставник, за да илюстрира как може да се възпита един идеален човек. Емил не е точно ръководство за родители, но съдържа някои конкретни съвети за отглеждането на децата. Някои автори я считат за първи изчерпателен труд по философия на образованието в западната култура, както и един от първите образователни романи (Bildungsroman).
Текстът на книгата е разделен на пет глави: първите три са посветени на детето Емил, четвъртата на годините на подрастване и петата описва възпитанието на идеалната жена Софи, както и домашния и обществения живот на Емил.